# Jüdische Gemeinde Olnhausen
Eine jüdische Gemeinde in Olnhausen, heute ein Ortsteil von Jagsthausen im Landkreis Heilbronn im nördlichen Baden-Württemberg, bestand seit dem  Ende des 17. Jahrhunderts. Die höchste Mitgliederzahl der jüdischen Gemeinde betrug 1828 etwa 153 Personen.

## Geschichte
Die ersten Juden wurden von den Herren von Berlichingen nach dem Dreißigjährigen Krieg angesiedelt und lebten dort zunächst nur vereinzelt. Im Gegensatz zu vielen sehr armen jüdischen Landgemeinden gab es in Olnhausen mehrere vermögende Juden, so dass der Aufkauf des gesamten Ortes befürchtet wurde. 1828 gab es bei einer Gesamteinwohnerzahl von etwa 430 einen jüdischen Bevölkerungsanteil von 153 Personen. Die Berlichingen versuchten noch um 1817 die Zahl der örtlichen Judenfamilien auf 21 zu begrenzen, was von württembergischer Seite mit dem Hinweis auf die bevorstehende Gleichstellung abgelehnt wurde. Die religiöse Gemeinde war zunächst dem Rabbinat Berlichingen unterstellt, nach dessen Auflösung 1851 dem Rabbinat Mergentheim, später dem Rabbinat Heilbronn. Ihre Toten wurden auf dem jüdischen Friedhof Berlichingen bestattet. Bereits 1847 machte sich die zunehmende Auswanderung, vor allem nach Amerika, innerhalb der jüdischen Gemeinde bemerkbar, die 1885 noch 116 Personen und 1900 noch 85 Personen zählte. Nach 1900 schlossen die jüdischen Gasthäuser, Handwerksbetriebe und 1910 die jüdische Bäckerei.

## Nationalsozialistische Verfolgung
Im Jahr 1933 lebten noch 26 Juden in Olnhausen, von denen zwölf 1941/42 deportiert wurden und in den Konzentrationslagern Riga und Theresienstadt den Tod fanden.
Das Gedenkbuch des Bundesarchivs verzeichnet 27 in Olnhausen geborene jüdische Bürger, die dem Völkermord des nationalsozialistischen Regimes zum Opfer fielen.

## Synagoge und Schule
Eine Synagoge ist bereits 1732 belegt, sie befand sich im ersten Stock eines Wohnhauses. Für die wachsende Gemeinde wurden 1736/37 und bald danach 1772/73 neue Synagogengebäude erbaut. Die  letzte Synagoge wurde 1881 errichtet und beim Novemberpogrom 1938 verwüstet. Das als Lager und Scheune genutzte Gebäude wurde 1972 abgerissen.
Ab 1828 gab es eine israelitische Elementarschule, für die nach 1842 ein zweistöckiges Schulhaus mit Lehrerwohnung, Klassenzimmer, Backofen und Frauenbad gebaut wurde. Die israelitische Volksschule bestand bis 1874 und von 1900 bis 1914.

## Bürgerliche Namen
Als alle Juden in Württemberg 1828 erbliche Familiennamen annehmen mussten, nahmen die 23  Familienvorstände der Olnhausener Juden folgende Namen an: Straus (3), Mirabeau (2), Weil (2), Ehrlich (1), Bergmann (1), Gutmann (1) Heidenheimer (1), Hirsch (1), Krämer (1), Levi (1), Ochs (1), Oppenheimer (1), Reis (1), Rosenfeld (1), Schlesinger (1), Steinhardt (1), Stern (1) und Uhlmann (1).

## Gemeindeentwicklung
| Jahr    | Gemeindemitglieder |
| ------- | ------------------ |
| 1732    | 13 Familien        |
| 1751/52 | 10 Familien        |
| 1774/75 | 13 Familien        |
| 1817    | 21 Familien        |
| 1818    | 109 Personen       |
| 1828    | 153 Personen       |
| 1854    | 138 Personen       |
| 1885    | 116 Personen       |
| 1900    | 95 Personen        |
| 1933    | 26 Personen        |